# Тарифа
Тарифа (на испански: Tarifa) е град в Испания, влизащ в състава на провинция Кадис, Андалусия. Наречен е в чест на първия мюсюлманин, стъпил на испанската земя през 710 г. – Тарифа ибн Малука.
През 2008 г. населението му наброява 17 736 жители, населяващи площ от 419 km², представляващо гъстота на населението 42,26 д./km². Географските координати на града са 36° 01' северна ширина, 5° 36' западна дължина и е разположен на височина 7 m над морското равнище и на 101 km от столицата на провинцията – Кадис.
За покровител на града се почита Светлата Дева (Virgen de la Luz).
Думата тарифа (сума, мито) произлиза от името на този град. В тесния пролив между града и отсрещния средиземноморски остров Тариф за първи път арабите започват да събират такси от търговците за товари, доставяни на пристанището.
В границите на града е и най-южната точка на Пиренейския полуостров, Пунта де Тарифа или “Мароки", географски обект, разположен на остров Тариф (или Isla de Las Palomas), днес свързан с града с пътна връзка, която осигурява достъп до фара, намиращ се на него.
Географският нос, или Пунта де Тарифа, разделя Средиземно море и Атлантическия океан, които се свързват пред входа на самия град, като по този начин градът остава в най-тясната част на Гибралтарския проток, на разстояние едва 14 km от мароканския бряг, което го прави и най-близкият до африканския континент европейски град.
Тарифа граничи на изток с общините Алхесирас и Лос Бариос, на север – с Медина Сидония, и на северозапад – с Вехер и Барбате. Западната, южната и югоизточната граници не са политико-административните, а по-скоро физически, така че градът на запад граничи с Атлантическия океан, а на юг и югоизток със Средиземно море.

## Галерия
- Поглед към Тарифа от космоса
- Замък